# Гемерска Пањица
Гемерска Пањица (слч. Gemerská Panica) насељено је мјесто са административним статусом сеоске општине (слч. obec) у округу Рожњава, у Кошичком крају, Словачка Република.

## Становништво
| Година:    | 1994. | 2004.   | 2014.   | 2024.    |
| ---------- | ----- | ------- | ------- | -------- |
| Број људи: | 732   | 707     | 644     | 568      |
| Разлика:   |       | -3,41 % | -8,91 % | -11,80 % |

| Година:    | 2023. | 2024.   |
| ---------- | ----- | ------- |
| Број људи: | 578   | 568     |
| Разлика:   |       | -1,73 % |

Према подацима о броју становника из 2011. године насеље је имало 664 становника.